# Jackie Oliver
 Keith Jack Oliver  més conegut per  Jackie Oliver  va ser un pilot de curses automobilístiques britànic que va arribar a disputar curses de Fórmula 1.
Va néixer el 14 d'agost del 1942 a Chadwell Heath, Essex, Anglaterra.
Fora de la F1 va guanyar les 24 hores de Le Mans de l'any 1969.

## A la F1
Jackie Oliver va debutar a la setena cursa de la temporada 1967 (la divuitena temporada de la història) del campionat del món de la Fórmula 1, disputant el 6 d'agost del 1967 el GP d'Alemanya al circuit de Nürburgring.
Va participar en un total de cinquanta-una curses puntuables pel campionat de la F1, disputades en vuit temporades no consecutives (1967-1973 i 1977) aconseguint dos podis com a millor classificació en una cursa i assolí tretze punts pel campionat del món de pilots.
Va ser un dels creadors de l'escuderia Arrows.

## Resultats a la Fórmula 1
| Any  | Equip                      | Xassís     | Motor    | 1       | 2       | 3       | 4       | 5       | 6       | 7       | 8       | 9       | 10      | 11     | 12      | 13      | 14    | 15     | 16  | 17  | Posició | Punts |
| ---- | -------------------------- | ---------- | -------- | ------- | ------- | ------- | ------- | ------- | ------- | ------- | ------- | ------- | ------- | ------ | ------- | ------- | ----- | ------ | --- | --- | ------- | ----- |
| 1967 | Lotus Components Ltd.      | Lotus (F2) | Cosworth | SUD     | MON     | HOL     | BEL     | FRA     | GBR     | ALE 5   | CAN     | ITA     | USA     | MEX    |         |         |       |        |     |     | -       | 0     |
| 1968 | Gold Leaf Team Lotus       | Lotus      | Cosworth | SUD     | ESP     | MON Ret |         |         |         |         |         |         |         |        |         |         |       |        |     |     | 15è     | 6     |
| 1968 | Gold Leaf Team Lotus       | Lotus      | Cosworth |         |         |         | BEL 5   | HOL NC  | FRA     | GBR Ret | ALE 11  | ITA Ret | CAN Ret | USA    | MEX 3   |         |       |        |     |     | 15è     | 6     |
| 1969 | Owen Racing Organisation   | BRM        | BRM      | SUD 7   | ESP Ret | MON Ret | HOL Ret | FRA     | GBR Ret |         |         |         |         |        |         |         |       |        |     |     | 16è     | 1     |
| 1969 | Owen Racing Organisation   | BRM        | BRM      |         |         |         |         |         |         | ALE Ret |         |         |         |        |         |         |       |        |     |     | 16è     | 1     |
| 1969 | Owen Racing Organisation   | BRM        | BRM      |         |         |         |         |         |         |         | CAN Ret | ITA Ret | USA Ret | MEX 6  |         |         |       |        |     |     | 16è     | 1     |
| 1970 | Owen Racing Organisation   | BRM        | BRM      | SUD Ret |         |         |         |         |         |         |         |         |         |        |         |         |       |        |     |     | 20è     | 2     |
| 1970 | Yardley Team BRM           | BRM        | BRM      |         | ESP Ret | MON Ret | BEL Ret | HOL Ret | FRA Ret | GBR Ret | ALE Ret | AUT 5   | ITA Ret | CAN NC | USA 7   | MEX Ret |       |        |     |     | 20è     | 2     |
| 1971 | Bruce McLaren Motor Racing | McLaren    | Cosworth | SUD     | ESP     | MON     | HOL     | FRA     | GBR Ret | ALE     |         | ITA 7   | CAN     | USA    |         |         |       |        |     |     | -       | 0     |
| 1971 | Bruce McLaren Motor Racing | McLaren    | Cosworth |         |         |         |         |         |         |         | AUT 9   |         |         |        |         |         |       |        |     |     | -       | 0     |
| 1972 | Marlboro-BRM               | BRM        | BRM      | ARG     | SUD     | ESP     | MON     | HOL     | FRA     | GBR Ret | ALE     | AUT     | ITA     | CAN    | USA     |         |       |        |     |     | -       | 0     |
| 1973 | UOP Shadow Racing Team     | Shadow     | Cosworth | ARG     | BRA     | SUD Ret | ESP Ret | BEL Ret | MON 10  | SUE Ret | FRA Ret | GBR Ret | HOL Ret | ALE 8  | AUT Ret | ITA 11  | CAN 3 | USA 13 |     |     | 14è     | 4     |
| 1977 | Shadow Racing Team         | Shadow     | Cosworth | ARG     | BRA     | SUD     | O.USA   | ESP     | MON     | BEL     | SUE 9   | FRA     | GBR     | ALE    | AUT     | HOL     | ITA   | USA    | CAN | JAP | -       | 0     |

### Resum
| Curses: | Victòries: | Pòdiums: | Poles: | Voltes ràpides: | Punts: |
| ------- | ---------- | -------- | ------ | --------------- | ------ |
| 51      | 0          | 2        | 0      | 1               | 13     |